# Torneo Godó 1978
Il Torneo Godó 1978 è stato un torneo di tennis giocato sulla terra rossa. È stata la 26ª edizione del Torneo Godó,
che fa parte del Colgate-Palmolive Grand Prix 1978. Si è giocato al Real Club de Tenis Barcelona di Barcellona in Spagna, dal 9 al 15 ottobre 1978.

## Campioni

### Singolare
Balázs Taróczy ha battuto in finale  Ilie Năstase con il punteggio di 1–6, 7–5, 4–6, 6–3, 6–4

### Doppio
Željko Franulović /  Hans Gildemeister hanno battuto in finale  Jean-Louis Haillet /  Gilles Moretton con il punteggio di 6–1, 6–4